# Zdeněk Krampera
Zdeněk Krampera (* 4. května 1952 Praha) je český politik, místopředseda Republikánů Miroslava Sládka, v letech 1996 až 1998 poslanec Poslanecké sněmovny PČR za Sdružení pro republiku – Republikánskou stranu Československa.

## Biografie
Vystudoval střední školu, obor spojový manipulant. Studium dokončil v roce 1969. V srpnu 1969 se účastnil demonstrací k ročnímu výročí invaze vojsk Varšavské smlouvy do Československa. Kvůli účasti na demonstracích byl na krátkou dobu zatčen. V letech 1970–1976 pracoval jako poštovní doručovatel, mezi lety 1978 a 1988 jako správce tenisového areálu TJ VŠ Praha. Od roku 1991 působí jako drobný podnikatel v oblasti prodeje antikvariátních knih.
Od roku 1990 byl členem SPR-RSČ. Při komunálních volbách v roce 1994 byl za tuto stranu zvolen do Zastupitelstva hlavního města Prahy.
Ve volbách v roce 1996 byl zvolen do poslanecké sněmovny za SPR-RSČ (volební obvod Praha). Ve sněmovně setrval do voleb v roce 1998. Byl místopředsedou organizačního výboru sněmovny a členem ústavněprávního výboru. Ve volbách v roce 1998 byl lídrem pražské kandidátky SPR-RSČ. Poté, co SPR-RSČ ve volbách neuspěla a nezískala zastoupení ve sněmovně, zůstal loájální k jejímu předsedovi Miroslavu Sládkovi.
V komunálních volbách v roce 1998 neúspěšně kandidoval opět do Zastupitelstva hlavního města Prahy. Profesně se uvádí jako předseda MO SPR-RSČ. V komunálních volbách v roce 2002 a komunálních volbách v roce 2006 kandidoval jako člen nástupnické formace Republikáni Miroslava Sládka, v roce 2006 ovšem na kandidátní listině Národní strany. Nebyl ale zvolen.
Ve volbách do Evropského parlamentu v květnu 2019 kandidoval na 2. místě kandidátky strany Sdružení pro republiku – Republikánská strana Československa Miroslava Sládka, ale nebyl zvolen.